# جاك بليك
جاك بليك (بالإنجليزية: Jack Blake)‏ (22 سبتمبر 1994 بنوتنغهام في المملكة المتحدة - ) هو مدرب كرة قدم ولاعب كرة قدم بريطاني في مركز الوسط. شارك مع منتخب اسكتلندا تحت 19 سنة لكرة القدم. أما مع النوادي، فقد لعب مع نوتينغهام فورست ونادي مانسفيلد تاون.

## وصلات خارجية
- جاك بليك على موقع قاعدة بيانات كرة القدم.إي يو (الإنجليزية)